# Президентські вибори в Ісландії 2012
Президентські вибори 2012 року відбулись в Ісландії 30 червня 2012. Громадяни країни обирали президента республіки на чотирирічний термін.

## Кандидати
У виборах брали участь шість кандидатів:
- Олафур Рагнар Грімссон, чинний президент, противник вступу країни до ЄС. Зазнав критики під час економічного колапсу, але відновив популярність під час справи «Айссейв»
- Тора Арнорсдоттір, телевізійний журналіст. Була змушена припинити свою виборчу кампанію через вагітність і народження дитини, але все одно вважалась головним суперником чинного президента. Вважає, що президент не має втручатись до вирішення важливих, суперечливих питань, таких як вступ до ЄС
- Арі Траусті Гудмундссон, геофізик, письменник, поет, автор книжок, ведучий прогнозу погоди; колишній комуніст, позиціонував себе як незалежний кандидат
- Гердіс Торгеїрсдоттір, професор права, є представником Ісландії у Венеціанської комісії Ради Європи.
- Геннес Б'ярнасон, фермер, кілька років проживав у Норвегії. Обіцяв за часів свого президентства зайнятись питаннями моралі та захищати національні інтереси.
- Андреа Йогана Олафсдоттір, голова асоціації власників нерухомості. Виступав за зниження зарплат президенту й депутатам до мінімального рівня[1].

## Результати
Перемогу на виборах здобув чинний президент, виборовши 52,78 % голосів виборців. Його головний суперник Тора Арнорсдоттір, яка набрала 33,16 % голосів, визнала поразку. Після цього остання заявила, що не буде брати участі у наступних виборах.
 Результати виборів Президента Ісландії
| Олафур Рагнар Грімссон          | 84 036  | 52,78  |
| Тора Арнорсдоттір               | 52.795  | 33,16  |
| Арі Траусті Гудмундссон         | 13 762  | 8,64   |
| Гердіс Торгеїрсдоттір           | 4 189   | 2,63   |
| Геннес Б'ярнасон                | 2 867   | 1,80   |
| Андреа Йогана Олафсдоттір       | 1 556   | 0,98   |
| дійсні голоси                   | 162 719 | -      |
| недійсні голоси                 | 532     | -      |
| Разом                           | 235 495 | 100,00 |
| Явка                            | 163 251 | 69,20  |
| Джерело: «Історія виборів», RÚV |         |        |